# SNCASO
SNCASO (Société nationale des constructions aéronautiques du sud-ouest, o comunament Sud-Ouest) fou un fabricant d'avions francès.

## Història
Creada el 1936 com una de les set empreses de fabricació aeronàutica nacionalitzades pel govern de Léon Blum, SNCASO es va convertir en un fabricant d'avions francès clau després de la fi de la Segona Guerra Mundial. Va produir nombrosos avions innovadors; entre els projectes més destacats de la companyia, es trobaven els primers avions de reacció francesos, el Sud-Ouest Triton i el primer helicòpter de desenvolupament francès, el Sud-Ouest Djinn.
L'1 de març de 1957, SNCASO es va fusionar amb una altra companyia d'aviació nacionalitzada francesa, SNCASE, (Société nationale de constructions aéronautiques du sud-est), per formar Sud Aviation.